# 更北
更北（こうほく）は、長野市北部の地域。本項ではかつて概ね同地域に所在した更級郡更北村（こうほくむら）についても述べる。

## 地理

### 河川
- 千曲川
- 犀川

### 人口
市の推計人口による。各年10月1日の数字。
| \| 1985年（昭和60年） \| 23,903人 \| \| \| 1990年（平成2年） \| 25,822人 \| \| \| 1995年（平成7年） \| 28,428人 \| \| \| 2000年（平成12年） \| 29,990人 \| \| \| 2005年（平成17年） \| 31,203人 \| \| \| 2010年（平成22年） \| 32,593人 \| \| \| 2015年（平成27年） \| 33,869人 \| \| \| 2020年（令和2年） \| 34,021人 \| \| |          |  |
| 長野市 / 推計人口 |          |  |
| 1985年（昭和60年） | 23,903人 |  |
| 1990年（平成2年） | 25,822人 |  |
| 1995年（平成7年） | 28,428人 |  |
| 2000年（平成12年） | 29,990人 |  |
| 2005年（平成17年） | 31,203人 |  |
| 2010年（平成22年） | 32,593人 |  |
| 2015年（平成27年） | 33,869人 |  |
| 2020年（令和2年） | 34,021人 |  |

## 歴史
- 1955年（昭和30年）1月1日 - 更級郡稲里村・小島田村・青木島村・真島村が合併して更北村が発足。
- 1966年（昭和41年）10月16日 - 更級郡更北村が長野市・篠ノ井市・更級郡川中島町・信更村・埴科郡松代町・上高井郡若穂町・上水内郡七二会村と合併し、改めて長野市が発足。同日更北村廃止。長野市更北地域となる。

## 大字
青木島地区
- 青木島一 - 四丁目
- 青木島町青木島
- 青木島町大塚
- 青木島町綱島
- 三本柳東一・二丁目
- 丹波島一 - 三丁目
- 大橋南一・二丁目

真島地区
- 川合
- 真島

小島田地区
- 小島田

稲里地区
- 稲里一丁目
- 稲里町中央一 - 四丁目
- 稲里町田牧
- 稲里町中氷鉋
- 三本柳東三丁目
- 下氷鉋一丁目
- 広田

## 交通

### 道路
- 国道18号（篠ノ井バイパス）
- 国道19号（長野南バイパス）
- 国道117号
- 長野県道35号長野真田線
- 長野県道77号長野上田線
- 長野県道380号関崎川中島停車場線
- 長野県道445号川合川中島線